# کریستیان ماترا (فیلمبردار)
کریستیان ماترا (انگلیسی: Christian Matras; ۲۹ دسامبر ۱۹۰۳ – ۴ مهٔ ۱۹۷۷) فیلم‌بردار اهل کشور فرانسه بود که در بیش از صد فیلم سینمایی از جمله توهم بزرگ (۱۹۳۷) به کارگردانی ژان رنوار کار کرد. راه شیری (۱۹۶۹)، ترز دسکیرو (۱۹۶۲)، لولا مونتس (۱۹۵۵) و گوشواره‌های مادام دی از دیگر کارهای اوست.